# Río Francolí
El Francolí es un río que discurre por varias comarcas (Cuenca de Barberá, Alto Campo, Tarragonés) de la provincia de Tarragona (Cataluña, España) y desemboca en el Mediterráneo, en el puerto de Tarragona. Es uno de los principales ríos de la provincia de Tarragona. Es común indicar que tiene su origen en la Font Major de Espluga de Francolí, pues en esta población se unen los ríos Sec y Milans. Antiguamente se llamaba Tulcis.

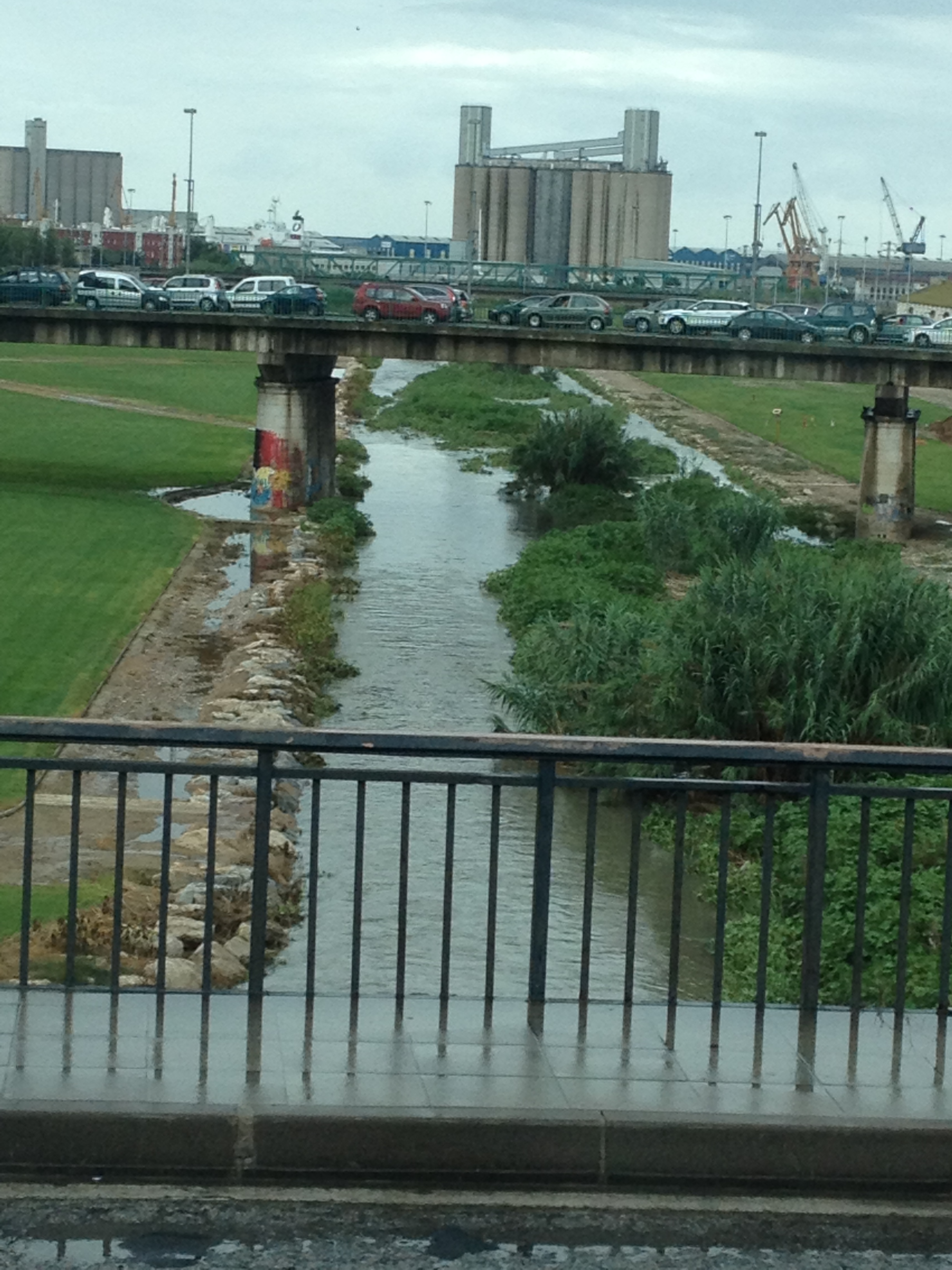
Foto del río Francolí a su paso por Tarragona.

Como la mayoría de ríos de la cuenca mediterránea, es de caudal muy irregular y ha provocado diversas inundaciones, como la de octubre de 1994, que causó grandes daños en el barrio del Serrallo de Tarragona.

## Afluentes
- Milans
- Sec
- Riu d'Anguera
- Brugent
- Torrent del Puig
- Torrent de Vallmoll
- Rio de Glorieta
- Riera de la Selva
- Tarragona

## Poblaciones
- Espluga de Francolí
- Montblanch
- La Riba
- Picamoixons
- Tarragona